# Jan van de Cappelle

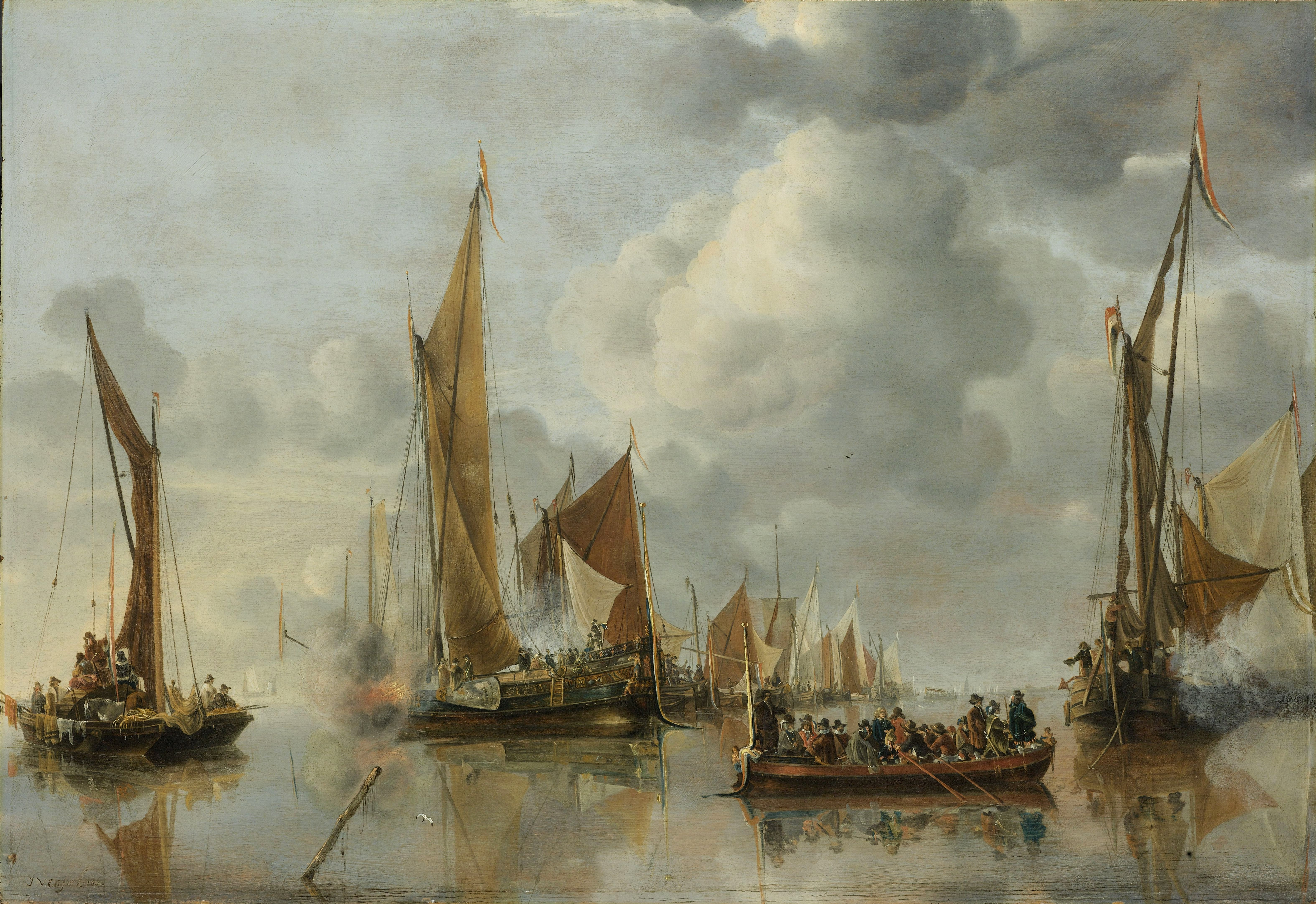
Begroeting van een regeringssloep door de binnenvloot, rond 1650

Jo(h)annes of Jan van de(r) Cappelle of Capelle (Amsterdam, gedoopt op 25 januari 1626 – aldaar, begraven op 22 december 1679) was een Nederlandse kunstschilder en mogelijk ook kunsthandelaar. Hij was een van de belangrijkste Nederlandse marineschilders van de 17e eeuw. Hij schilderde uitsluitend zeegezichten bij rustig weer met een rijk kleurenpalet. Hij had een voorkeur voor vissersboten met meestal overdreven hoge masten. Niet de schepen, maar het licht en de reflectie op het water staat voor hem centraal. Zijn werk vertoont in afstandelijkheid en surrealisme gelijkenis met dat van Hercules Seghers van wie hij tekeningen verzamelde.

## Biografie
Jan was de zoon van François van der Cappelle (1594-1674), een lakenhandelaar en karmozijnverver, in de Verversstraat, die in 1622 trouwde met een vrouw uit Rotterdam; het echtpaar kreeg negen kinderen, één werd gedoopt in de Waalse kerk, hetgeen duidt op een mogelijk Franse oorsprong van de familie. Over zijn opleiding is niet veel bekend. Jan van de Capelle zou volgens Gerbrand van den Eeckhout in het Liber Amicorum voor Jacobus Heiblocq autodidact zijn, maar andere bronnen noemen Albert Cuyp of Willem van de Velde de Oude als zijn leermeester. Van de Cappelle werkte rond 1650 mogelijk in het atelier van Simon de Vlieger in Weesp, samen met Hendrick Dubbels en Willem van de Velde de Jonge. Daar werd snel en geroutineerd in serie geproduceerd.
Gerbrand van den Eeckhout schilderde zijn portret in 1653, maar Van de Cappelle is ook door Frans Hals en Rembrandt geportretteerd. Die portretten zijn nog niet getraceerd. 1653 is ook het jaar waarin Van de Cappelle trouwde met de dochter van een metselaar, poorter werd en zich mogelijk aansloot bij de Broederschap van kunstschilders, dat in oktober werd opgericht in de Voetboogdoelen. Jan woonde toen op de Leliegracht, maar moet niet lang daarna verhuisd zijn naar de Keizersgracht bij de Berenstraat. Omdat hij geen leertijd had doorgebracht bij een meesterschilder, zou hij niet toegelaten zijn tot het Sint Lucasgilde, en zou het onmogelijk zijn gesigneerd werk te verkopen.
In 1661 kocht hij een huis met tuin in de Koestraat, dat voorheen werd bewoond door Jan Pieterszoon Sweelinck en zijn erfgenamen. Dat huis stond op de plaats van of bestond uit het koor van een kapel, ooit deel uitmakend van het Bethaniënklooster. Jan richtte er zijn atelier en kantoor in. In een nog onbekend jaar (na 1672) kocht Van de Capelle het buurpand aan de oostkant erbij, bewoond door de weduwe van een schoolmeester. De tussenmuur werd uitgebroken en zou na zijn dood voor zijn twee dochters Maria en Wina weer worden opgetrokken.
Jan van de Capelle had zeven kinderen. In 1674 erfde hij van zijn vader de ververij aan de Raamgracht, die ook aan broer Franchois en zijn zonen Louis en Jan werk verschafte. Bij zijn overlijden liet hij zes huizen na (drie in de Jordaan bij de Noordermarkt, afkomstig van zijn vrouw), een plezierjacht, een hofstede bij Nieuwersluis, een grote hoeveelheid zijde, een bonte verzameling kleren, obligaties, zakken met geld, en ca. 192 schilderijen en meer dan 7.000 tekeningen.

## Werk
Op zijn zeestukken beeldde Jan van de Cappelle veelal scènes in morgen- of avondlicht af op een rustige zee of in een brede riviermonding, maar altijd met wolken. Van minder belang zijn de kleine dorpsidyllen en de winterlandschappen van Jan van de Cappelle. Het werk van deze kunstenaar is zeldzaam. Zijn beste werken zijn te vinden in Kassel, Kopenhagen, de National Gallery in Londen en verder in het Slot Belvedere in Wenen, de Gemäldegalerie in Berlijn en het Rijksmuseum in Amsterdam.

## Zijn schilderijencollectie

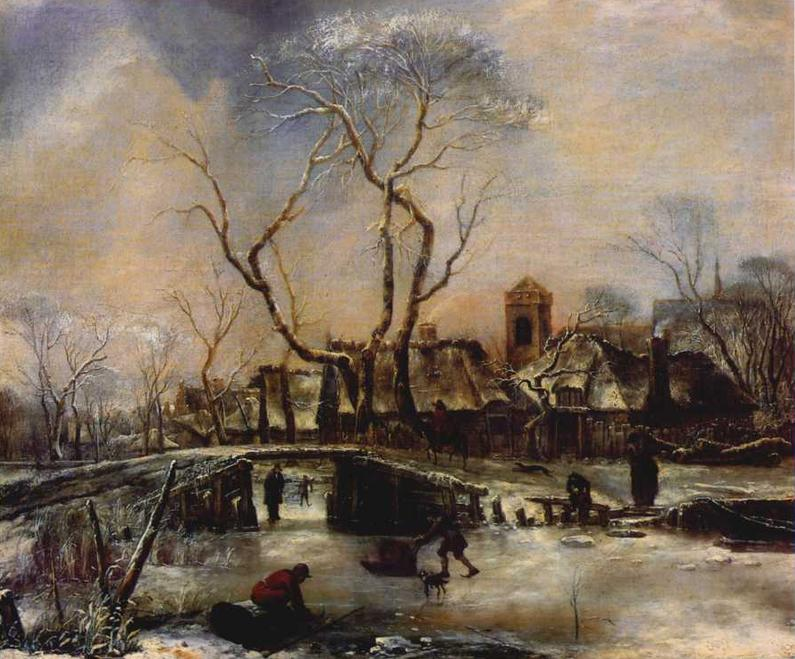
Winterlandschap, 1653

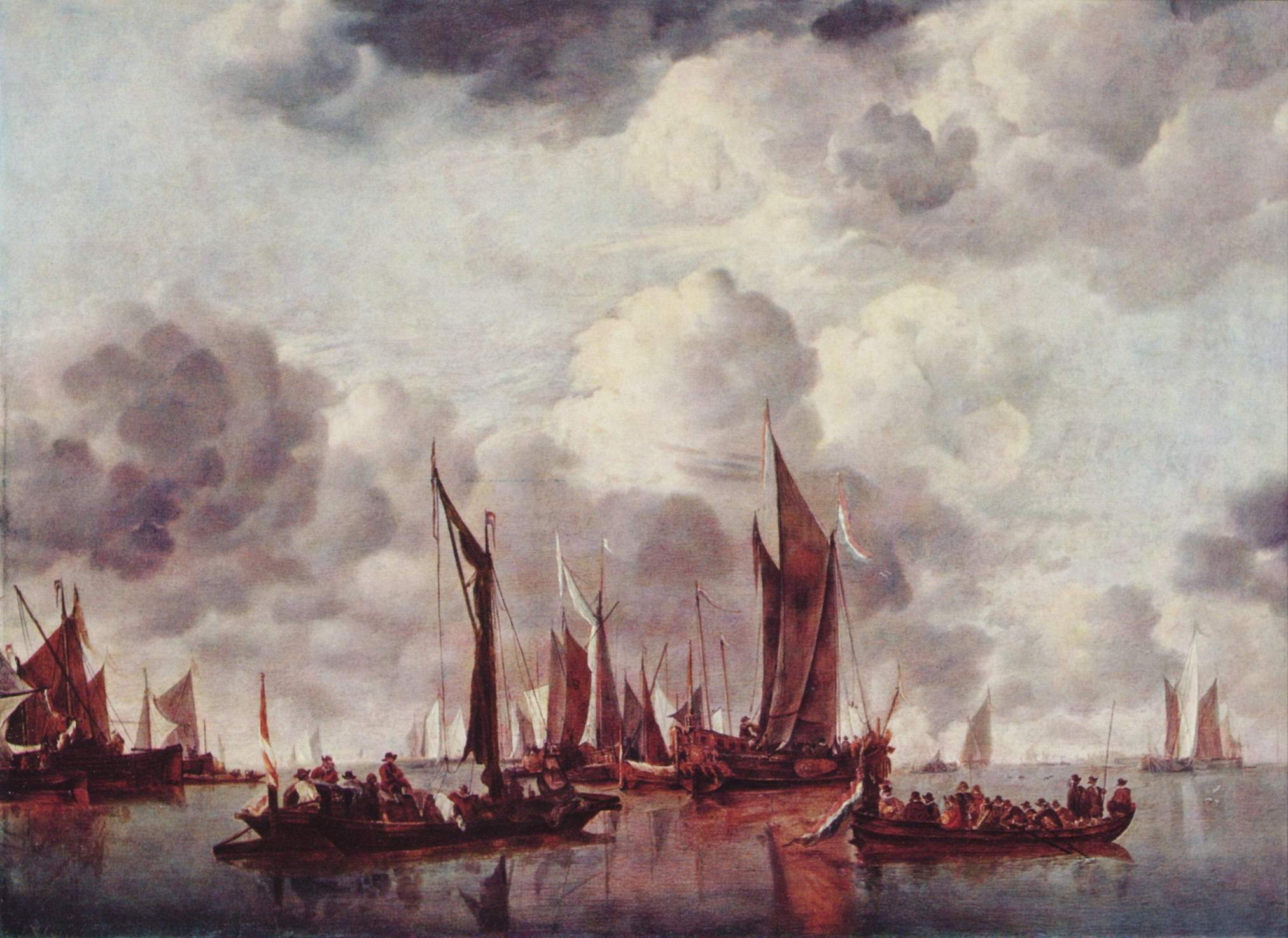
Zeilboten in de haven, 1650

Zijn collectie van de 192 schilderijen is een van de belangrijkste ooit. Er hingen negentig in zijn huis, en vijf in de ververij op de Raamgracht, de rest (98) was als voorraad aangemerkt. Er waren werken van Jan Lievens, Rubens, Adriaen Brouwer, Hendrick Goltzius, Paulus Potter, Adam Elsheimer, Dürer, David Vinckboons, Lange Pier, Holbein, Jan van Noord, Jacob Pynas, Jan Miense Molenaer, Maarten van Heemskerck, Antonie van Dijck, Frans Floris, Philips Koninck, Pieter Lastman, Jacob Jordaens en Pieter Bruegel de Oude
- Zeven schilderijen van Rembrandt en vijf portfolio's met meer dan 500 tekeningen, die hij had verworven bij de boedelverkoop van Rembrandt in 1656 en 1658. Het was de grootste collectie Rembrandt-tekeningen ooit in handen van één verzamelaar.[14]
- Simon de Vlieger: 9 schilderijen en meer dan 1.300 tekeningen
- Jan van Goyen: 10 schilderijen en meer dan 400 tekeningen
- Jan Porcellis: 16 schilderijen
- Hendrick Avercamp: bijna 900 tekeningen
- Hercules Segers: 5 schilderijen.
- Zes schilderijen van hemzelf, en één in de grondverf,[15] en zeker 800 tekeningen, misschien 1150.
- Meerdere portfolio's met tekeningen door Esaias van de Velde (88), Pieter van Laer (41), Willem Buytewech (86), Pieter de Molijn (57), en Allaert van Everdingen (52)

## Overige bronnen
- https://www.dbnl.org/tekst/molh003nieu07_01/molh003nieu07_01_0529.php
- https://www.mauritshuis.nl/index.aspx?ChapterID=1612&ContentID=26957